# Барадийн, Базар Барадиевич

Бюст Базару Барадийну в Улан-Удэ

Базар Барадиевич Барадийн (Барадин, литературный псевдоним Самандабадра,(бур.  Барадиин Базар) 16 июня 1878, Могойтуйская управа совр. тер. с. Ага-Хангил, Агинская степная дума, Забайкальская область — 24 августа 1937, Ленинград) — российский и советский учёный-востоковед, государственный, общественный и литературный деятель, один из создателей бурятской письменности.

## Биография

### Образование
Родился в семье кочевника-скотовода старшим из 11 детей. В 1891 году окончил Агинскую четырёхклассную приходскую школу. Обучался в Читинской городской школе, в 1895 году выехал в Санкт-Петербург. В Санкт-Петербурге учился в частной гимназии П. А. Бадмаева. После её окончания в 1898 году вернулся на родину, где самостоятельно изучал монгольскую и тибетскую литературу. Заметное влияние на него оказала трёхмесячная поездка в 1900 году в Германию, Швейцарию и Италию в качестве переводчика бурятского купца из Аги.
В 1901 году Б. Барадийн поступил на юридический факультет Петербургского университета, но вскоре оставил его ради востоковедения. В 1902 году перешёл на Восточный факультет, где вместе с Ц. Жамцарано под руководством С. Ф. Ольденбурга и Ф. И. Щербатского занимался изучением санскрита, тибетского и монгольского языков, готовился к научной работе в области культур Индии, Тибета и Монголии.
Базар Барадийн ещё студентом включился в общественно-политическую деятельность: принимал участие в национальном движении бурятского народа, выступая за предоставление бурятам национального самоуправления, за развитие самобытной бурятской культуры.

### Научная деятельность

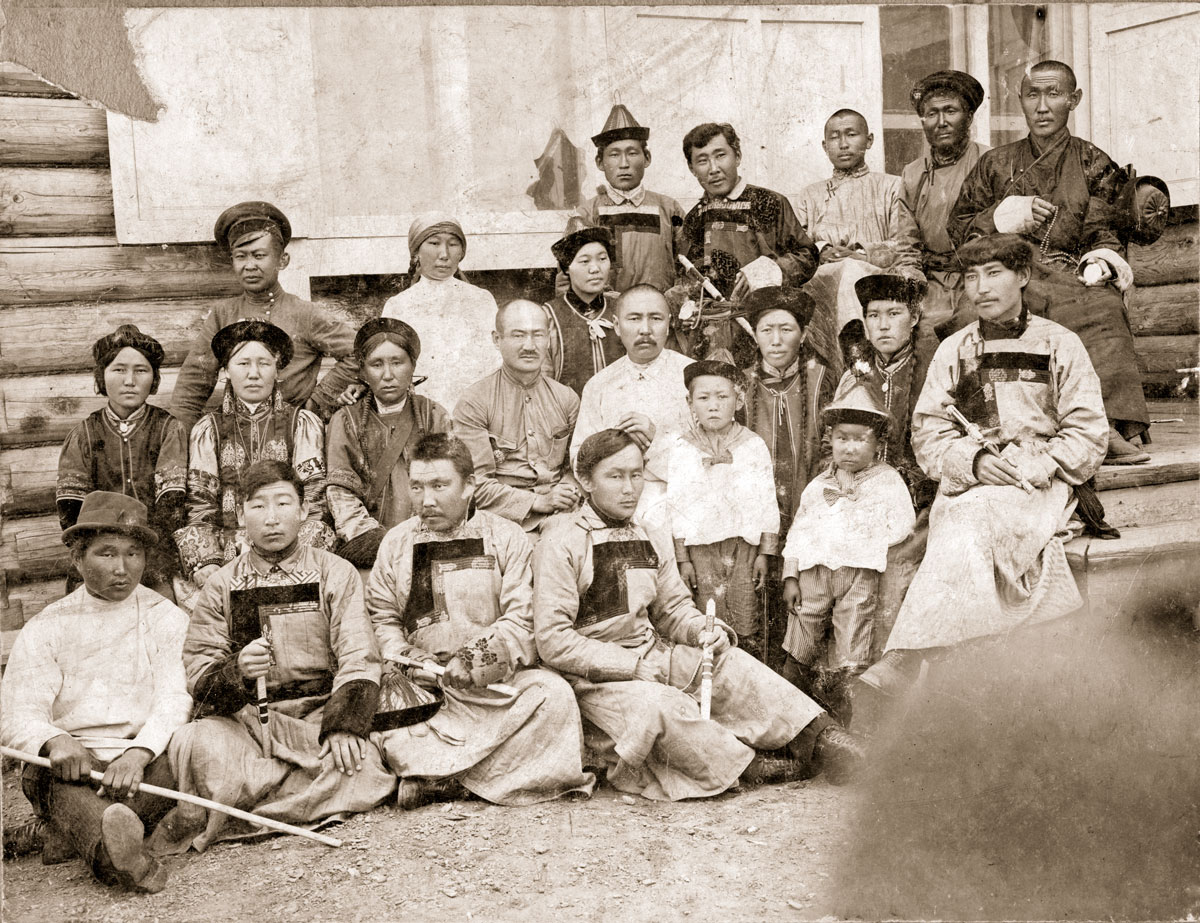
Базар Барадийн и Лыксык Жабэ в кругу родственников и гостей из Монголии. Фотография сделана в улусе Догой, Агинского аймака, Читинского уезда.

В 1905—1907 годах был командирован Русским комитетом при Академии наук по изучению средней и Восточной Азии сопровождать Далай-ламу XIII, возвращавшегося из Урги на родину, в Тибет, для изучения культуры, языка и быта тибетцев. Там Б. Б. Барадийн провёл 8 месяцев в монастыре Лавран на северо-востоке Тибета. Результатом путешествия стало множество научных материалов — дневников, очерков, несколько сотен фотоснимков и т. п.
За это путешествие Русским географическим обществом ему была присуждена премия имени Пржевальского.
С 1908 по 1917 год преподавал монгольский язык на Факультете восточных языков Петербургского университета.
Тогда же Б. Б. Барадийн начал свою литературную деятельность: в 1910 году он перевёл на бурятский язык несколько произведений Л. Н. Толстого, издал свой первый рассказ в созданном в Петербурге А. Доржиевым издательстве «Наран».

### В Сибири
После победы Февральской революции он вернулся в Сибирь и стал принимать активное участие в общественно-политической и культурной деятельности, войдя в состав Бурнацкома.
Состоявшийся 23—25 апреля 1917 года в Чите первый общенациональный съезд бурят Забайкальской области и Иркутской губернии рассмотрел вопросы бурятской национальной автономии, развития национальной культуры, прежде всего просвещения. Базар Барадийн был единогласно избран председателем съезда.
За время существования Бурнацкома (до сентября 1918 года), Б. Барадийн принимал активное участие в его работе, являясь некоторое время его председателем.
С образованием Дальневосточной республики и Бурят-Монгольской автономной области в её составе, Б. Барадийн вместе с Б-Д. Гомбоевым и Г. Ринчино создал в Агинском аймаке общество национального культурно-политического самоопределения бурятского народа (Бурнацкульт).
Он являлся одним из энтузиастов «обновленческого» движения в буддизме, ставившего задачу синтезировать философско-психологические и этические учения буддизма с теорией социализма (буддийский социализм) и тесно увязать их с достижениями европейской культуры.
Для достижения грамотности бурятского населения Б. Барадин организовывает учительские курсы. В он 1917—1918 годах составил «Букварь бурят-монгольского языка» и книгу для чтения «Улаан сэсэг». Они впервые были тиражированы только в 1922 году в Чите.

### Литературная деятельность
В этот же период Б. Б. Барадийн занимался литературной деятельностью и драматургией: его художественные произведения входят в число первых бурятских произведений письменной художественной литературы. В 1917—1918 в Агинске силами Б. Барадийна, Д. Намжилона, Ч-Л. Базарона, Л. Линховоина был создан народный театр.
В 1918 году Б. Барадин написал для него комедию «Урданай ноёд» (Господа прошлого, Старые нойны), которая затем была объединена с работой Д-Р. Намжилона и получила известность как комедия «Жэгдэн».
В 1920 году Б. Барадин написал драму «Чойжид хатан» о середине XIX века. Написанная в 1921 году трагедия «Ехэ удаган-абжаа» (Сестрица — великая шаманка) основывалась на подлинных исторических фактах, связанных с поездкой хоринских бурят к Петру I. Написанный под псевдонимом Самандабадра в 1920 году и изданный в 1927 году большой рассказ «Сэнгэ баабай» (Отец Сэнгэ) оказал влияние на повесть Х. Намсараева «Цыремпил».

### Нарком просвещения
В 1923 году была образована Бурят-Монгольская Автономная Советская Социалистическая Республика. Б. Барадин стал первым наркомом просвещения республики, а в 1925 году — первым председателем Бурят-Монгольского учёного комитета. Вся полнота власти в БМАССР впредь до созыва первого съезда республики передавалась Революционному комитету в составе М. Н. Ербанова (председатель), М. И. Амагаева, М. Д. Бермана, Б. Б. Барадина и В. И. Трубачеева.
На первом съезде Советов Бурят-Монгольской АССР, состоявшемся 4—9 декабря 1923 года в Верхнеудинске, в числе 35 членов ЦИК, избранных съездом, был и Б. Б. Барадин. При формировании правительства БМАССР он был назначен наркомом просвещения республики. За время, которое он провёл в должности, грамотность населения республики поднялась с 21,7 %, в том числе бурят — 15,3 % в 1920 году до 34 % и 27 % соответственно в 1926 году.
Наряду с организаторской, общественно-политической деятельностью Барадийн продолжал научную работу. В 1923—1929 годах он был председателем Бурятского ученого комитета, заместителем директора Бурятского института культуры, в 1923—1935 годах он также был заведующим кафедрой бурят-монгольского языка и литературы Бурят-Монгольского педагогического института.

### В Ленинграде
В 1935 году Барадийн был командирован Институтом культуры в Институт востоковедения Академии наук СССР в Ленинграде, откуда переведён в институт истории, философии и лингвистики преподавателем монгольского языка.
В период массовых сталинских репрессий 20 февраля 1937 года Б. Б. Барадийн был арестован НКВД, как «участник контрреволюционной шпионской организации», проводящий «активную шпионско-повстанческую работу». Его дело вели Н. А. Голуб, А. Б. Калецкий и Г. Г. Мирзоев. В справке 3-го отдела УНКВД Ленинградской области было указано, что «следственным путём вскрыта контрреволюционная повстанческо-шпионская организация, возглавляемая представителем Тибета в СССР Агваном Доржиевым и подданным МНР проф. Жамсарано Цыбеном». 24 августа 1937 года в Ленинграде Б. Барадийн был осуждён по статьям 58-1а, 58-7, 58-8, 58-9 и 58-11 Уголовного кодекса РСФСР и приговорён к расстрелу, который вскоре был приведён в исполнение.
Решением Верховного суда СССР от 27 марта 1958 года дело Б. Б. Барадийна было пересмотрено. Военная коллегия постановила «Приговор Военной коллегии Верховного суда СССР от 24 августа 1937 года в отношении Барадина Базара Барадиевича по вновь открывшимся обстоятельствам отменить и дело прекратить за отсутствием состава преступления».

## Память
19 сентября 2012 года в Улан-Удэ открылся памятник Барадийну.